# Raegma
Raegma (vroeger ook wel Räegma) is een plaats in de Estlandse gemeente Muhu, provincie Saaremaa. De plaats heeft de status van dorp (Estisch: küla).

## Bevolking
Het dorp had op 31 december 2011 geen inwoners meer. Op 31 december 2021 waren er toch weer 3 inwoners.

## Geschiedenis
Raegma werd voor het eerst genoemd in 1645 als Raigma of Raygma, een dorp in de Wacke Ennenkulle. Een Wacke was een administratieve eenheid voor een groep boeren met gezamenlijke verplichtingen. Het dorp Ennenküll, het centrum van de Wacke, werd in de loop van de 17e eeuw het centrum van het landgoed Mohn-Großenhof. Sinds het eind van de 19e eeuw ligt hier het dorp Suuremõisa. Raegma lag ook op dat landgoed.
In 1977 werd Raegma bij het buurdorp Simiste gevoegd. In 1997 werd het weer een zelfstandig dorp.